# Filisoma bucerium
Filisoma bucerium är en hakmaskart som beskrevs av Van Cleve 1940. Filisoma bucerium ingår i släktet Filisoma och familjen Cavisomidae. Inga underarter finns listade i Catalogue of Life.